# جون فيالا
جون فيالا (بالإنجليزية: John Fiala)‏ هو لاعب كرة قدم أمريكية أمريكي، ولد في 25 نوفمبر 1973 في فوليرتون في الولايات المتحدة.

## وصلات خارجية
- جون فيالا على موقع مرجع كرة القدم المحترفة.كوم (الإنجليزية)